# Eupithecia infensa
Eupithecia infensa là một loài bướm đêm trong họ Geometridae.